# Никавадори, Ёсихиро
Ёсихиро Никавадори (яп. 荷川取 義浩; род. 4 декабря 1961, Окинава) — японский гандболист, полевой игрок. Участник летних Олимпийских игр 1988 года.

## Биография
Ёсихиро Никавадори родился 4 декабря 1961 года в японской префектуре Окинава.
Учился в средней школе Уракоэ в Окинаве и технологическом институте Тюбу. В 1980 году во время учёбы вошёл в молодёжную сборную Японии по гандболу.
После окончания учёбы работал в фармацевтической фирме «Вакунага Фармасьютикал», играл за её команду «Вакунага Леолик».
В 1988 году вошёл в состав сборной Японии по гандболу на летних Олимпийских играх в Сеуле, занявшей 11-е место. Играл в поле, провёл 2 матча, мячей не забивал.
В 1990 году участвовал в чемпионате мира в Чехо-Словакии, где японцы заняли 15-е место.
После окончания игровой карьеры работает в женском гандбольном клубе «Хоккоку Банк» из Канадзавы, был директором, генеральным менеджером и главным тренером.
В 2004 году тренировал женскую сборную Японии по пляжному гандболу на первом чемпионате мира в Эль-Гуне.
В 2021 году был официальным представителем женской сборной Японии на чемпионате мира в Испании.